# Muzeum Kultury Wilamowskiej
Muzeum Kultury Wilamowskiej (wilam. Müzeum fu Wymysiöejer Kultür) – muzeum gromadzące zbiory związane z historią, kulturą i językiem Wilamowian oraz prowadzące działalność badawczą i popularyzatorską w tym zakresie. Znajduje się w Wilamowicach przy ulicy Więźniów Oświęcimia 19. 

## Historia
Decyzję o utworzeniu muzeum jako placówki instytucjonalizującej oddolne dotychczas działania na rzecz rewitalizacji języka, stroju i innych aspektów kultury wilamowskiej (w których główną rolę odgrywała grupa aktywistów związana z istniejącym od 2000 Stowarzyszeniem Na Rzecz Zachowania Dziedzictwa Kulturowego Miasta Wilamowice „Wilamowianie”) podjęto jesienią 2016. Kilkuletnie poszukiwania źródeł finansowania zwieńczone zostały w listopadzie 2020 przyznaniem dotacji w wysokości 7 327 673,31 zł z Mechanizmu Finansowego Europejskiego Obszaru Gospodarczego. Łączny koszt inwestycji przewidziano na ponad 8,6 mln zł. 
W styczniu 2021 sekretariat Mechanizmu Finansowego podjął decyzję o wstrzymaniu finansowania z powodu obowiązywania w gminie Wilamowice od 2019 uchwały „w sprawie wsparcia dla konstytucyjnego modelu rodziny opartego na tradycyjnych wartościach”, jednej z tzw. uchwał anty-LGBT. Niechęć radnych do uchylenia uchwały uznawanej za dyskryminacyjną mimo groźby utraty wielomilionowej dotacji była szeroko komentowana w mediach i wywołała protesty, w których główną rolę odgrywało stowarzyszenie „Wilamowianie”. Ostatecznie 31 kwietnia 2021 na nadzwyczajnej sesji rady miasta sporna uchwała została uchylona i zastąpiona przez Samorządową Kartę Praw Rodzin pozbawioną najbardziej problematycznych dla grantodawców zapisów, co umożliwiło wypłatę środków i kontynuację projektu.

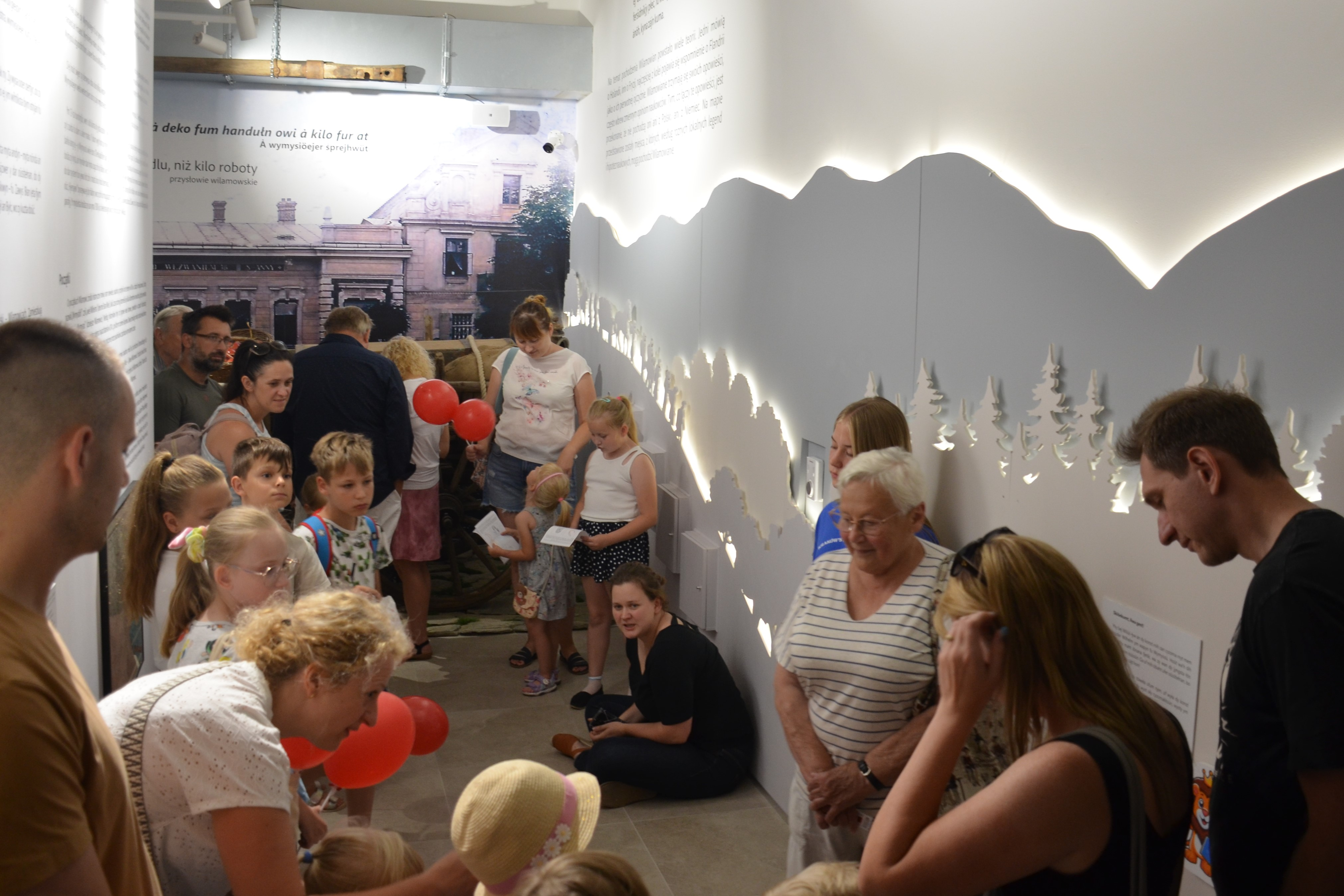
Dni otwarte muzeum, 6 lipca 2024. Pośrodku siedzi dyrektorka Justyna Majerska-Sznajder

Właściwe prace budowlane rozpoczęły się w lutym 2022 i trwały do końca 2023. 27 marca 2024 gmina Wilamowice przyjęła uchwałę o powołaniu z dniem 22 kwietnia samorządowej instytucji kultury pod nazwą Muzeum Kultury Wilamowskiej w Wilamowicach, a w maju tegoż roku na stanowisko dyrektora powołano Justynę Majerską-Sznajder, znaną działaczkę wilamowską i wieloletnią prezeskę stowarzyszenia „Wilamowianie”. Oficjalne podsumowanie projektu i uroczyste otwarcie placówki miało miejsce 2 lipca 2024. Inauguracji działalności towarzyszyły dni otwarte 6 i 7 lipca 2024, w których wzięło udział około tysiąca osób.

## Architektura

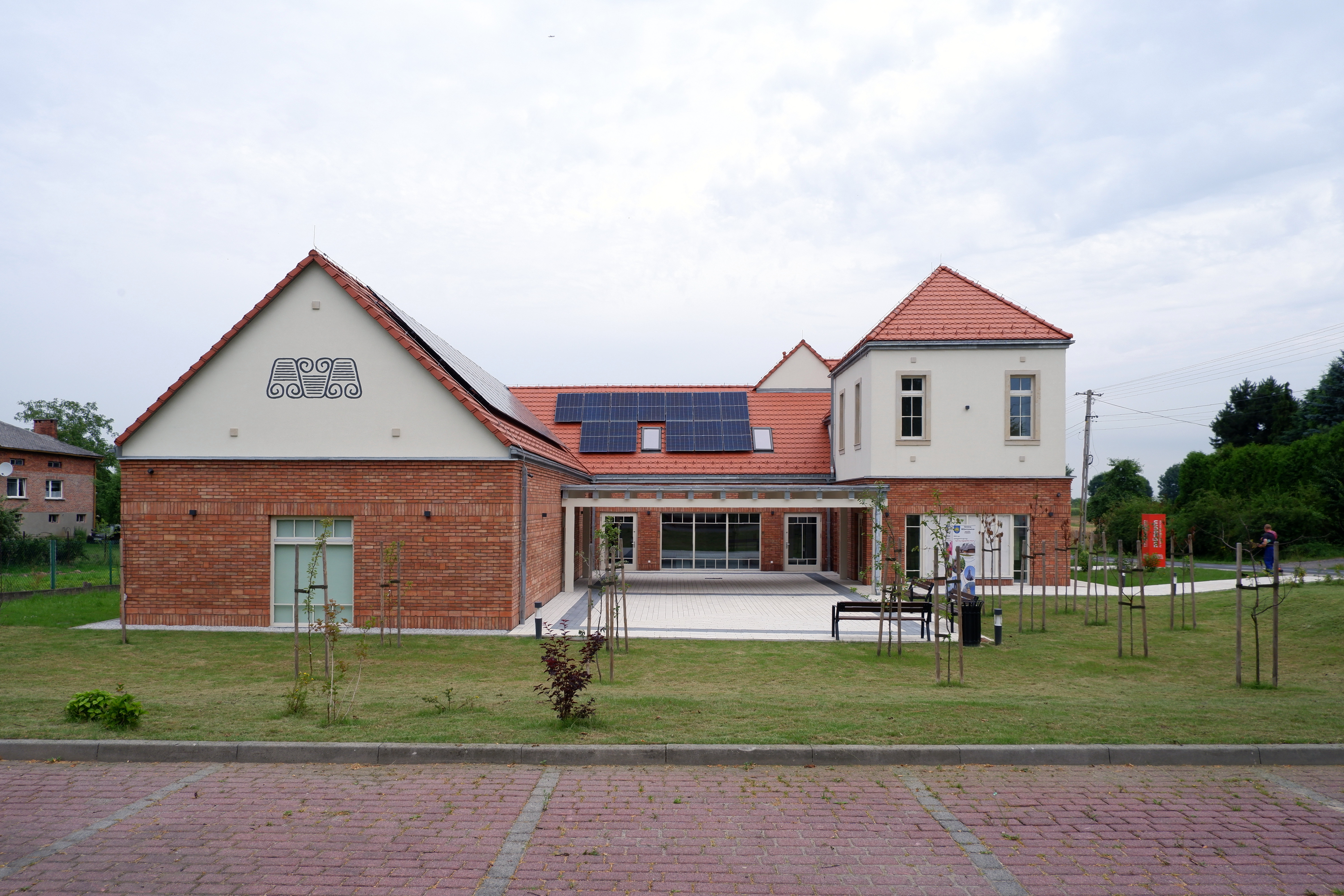
Elewacja południowa. Widoczna narożna wieżyczka, wzór haftu na ścianie i ceglane wykończenie

Budynek muzeum ulokowany jest w północnej części miasta, przy ulicy Więźniów Oświęcimia 19, w sąsiedztwie Miejsko-Gminnego Ośrodka Kultury. Ma dwie kondygnacje (parter z poddaszem użytkowym, część piętrowa), jego łączna powierzchnia użytkowa wynosi 803,74 m², a kubatura brutto 4900 m³. Został zaprojektowany przez zespół architektów pod kierunkiem Piotra Puszczewicza. Swoim wyglądem wpisuje się w nurt nowej architektury klasycznej, wykorzystując przy tym szereg motywów lokalnych. Bryła ma przypominać dawne domostwa bogatych gospodarzy wilamowskich. Prostokątna narożna wieża stanowi nawiązanie do twórczości miejscowego architekta Józefa Nikla z przełomu XIX i XX wieku. Ceglane wykończenie elewacji parteru ma budzić skojarzenie z jednej strony z Flandrią, skąd według popularnej legendy mieli przybyć Wilamowianie, a z drugiej z działającą w miasteczku niegdyś cegielnią. Na jednej ze ścian odwzorowany został wzór haftu z jypły, tradycyjnej koszuli wilamowskiej. Do tradycyjnego budownictwa z regionu nawiązuje również pseudoryzalit na fasadzie oraz podcieniowe wejście. Oprócz przestrzeni ekspozycyjnej oraz pomieszczeń biurowych i technicznych w budynku znajdują się trzy sale wielofunkcyjne zaprojektowane z myślą o działalności edukacyjnej, kulturalnej czy promocyjnej.

## Ekspozycja

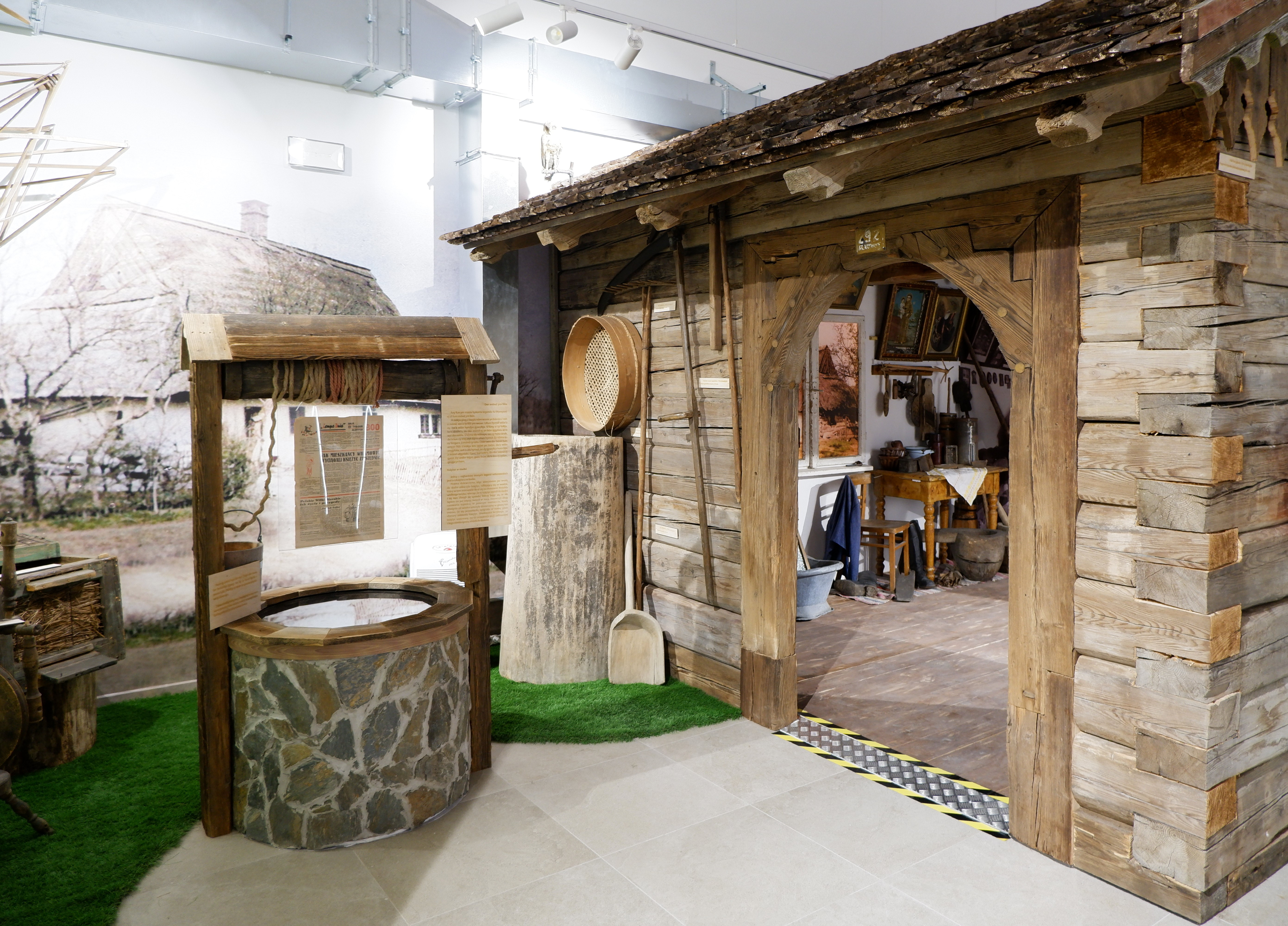
Fragment ekspozycji – studnia i rekonstrukcja tradycyjnego domu drewnianego

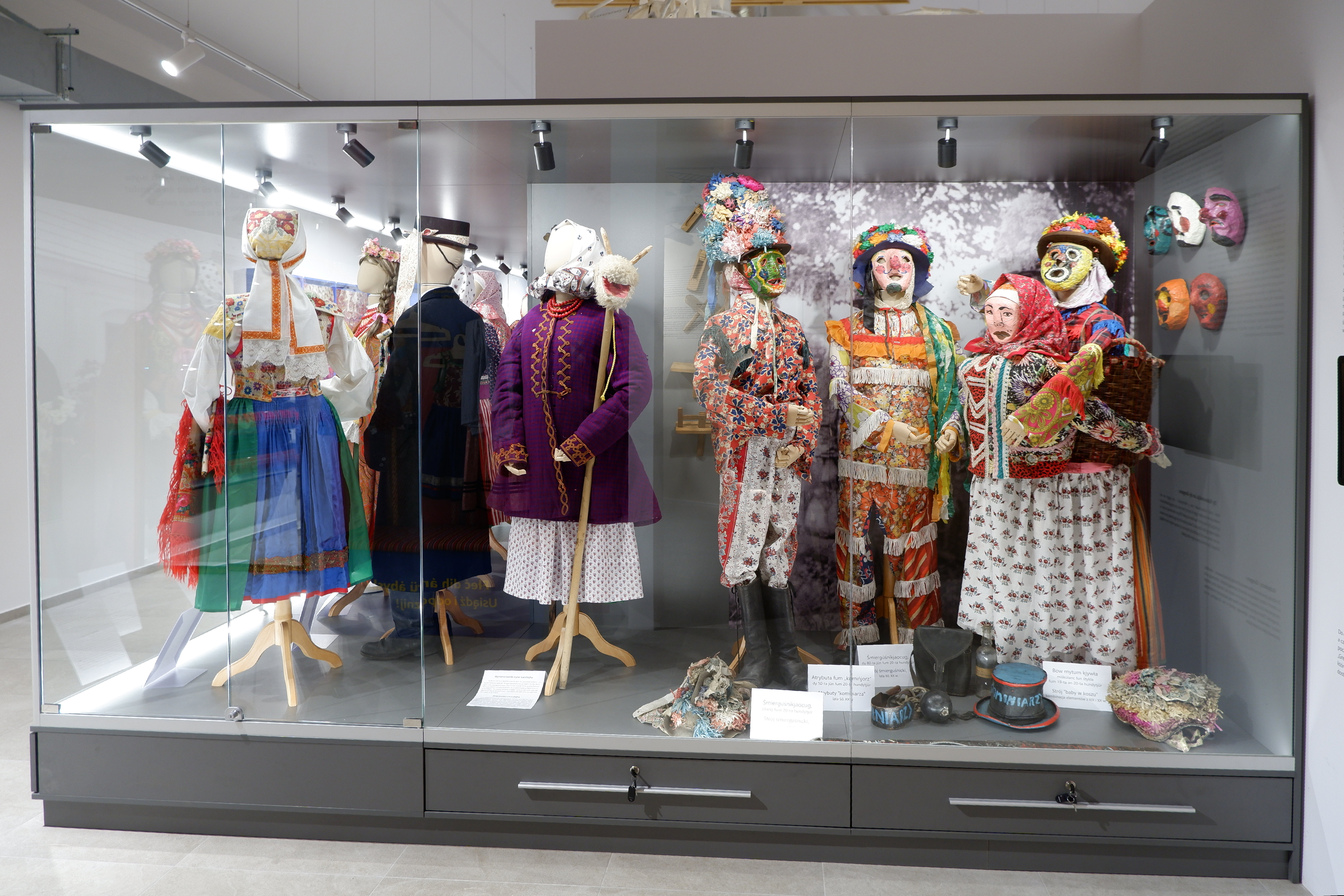
Fragment ekspozycji poświęcony strojom wilamowskim

Tematem wystawy stałej Wilamowianie i ich sąsiedzi jest historia i dziedzictwo kulturowe Wilamowian jako grupy etnicznej. Podzielono ją na cztery części w ujęciu chronologicznym. Część pierwsza, zatytułowana U zarania dziejów, rozwój i okres prosperity, jest poświęcona narracjom dotyczącym pochodzenia Wilamowian oraz realiom życia codziennego przed II wojną światową. Znajduje się tu m.in. inscenizacja targu, model studni oraz rekonstrukcja fragmentu fasady z wejściem i „pięknej izby” tradycyjnego domu drewnianego. Część druga pod nazwą Bogactwo stroju, przepych folkloru prezentuje różne formy stroju wilamowskiego w zestawieniu z innymi strojami noszonymi przez mieszkańców i mieszkanki dzisiejszej gminy Wilamowice – cieszyńskim oraz zachodniomałopolskim/laskim. Część trzecia została nazwana Trudne czasy i obejmuje trzy pomieszczenia, w których omawiana jest kolejno problematyka polskiej i niemieckiej narracji na temat Wilamowian w kontraście do ich własnego punktu widzenia, losów społeczności podczas II wojny światowej oraz powojennych prześladowań, w tym zakazu używania odrębnego języka i noszenia stroju. Elementem tej części ekspozycji jest również prezentacja sylwetek znanych Wilamowian na czele z Józefem Bilczewskim. Całą wystawę zamyka część czwarta pod tytułem Rewitalizacja poświęcona dokonywanym od końca XX wieku wysiłkom w kierunku odrodzenia języka i innych elementów kultury wilamowskiej.